# Вузлове складання
Вузлові системи складання — системи складання (збирання) автомобілів та іншої техніки з вузлів та деталей, що відрізняються ступенем рівня складання. Існує три основні системи, розташовані відповідно до зростаючої складності (технологічної) процесу складання: SKD, MKD і CKD.
Вузлова система складання (напіврозібраний, середньо-розібраний, повністю розбірний) - це сукупність вузлів та деталей, необхідних для складання виробу. Зазвичай деталі виготовляються в одній країні або регіоні, а потім експортуються в іншу країну або регіон для остаточного складання.

## Історія
На той час, коли Генрі Форд став співавтором своїх мемуарів 1922 року «Моє життя і робота», компанія Ford Motor вже відправляла автомобільні запчастини зі своїх заводів у Мічигані для остаточної збірки в регіони США або інших країн, де машини продаватимуться.

## Монтажні системи
SKD (з англ. Semi Knocked Down — «напіврозібраний» або Великовузлове складання) - процес, що включає складання готових великих вузлів транспортного засобу (тобто одиниць вищої комплектації), імпортованих до країни встановлення. SKD полягає в складанні готових компонентів:
- зібраний кузов з обладнанням;
- зібрана система приводу ( двигун і коробка передач );
- попередньо зібрана підвіска та задня вісь;
- інші елементи які постачаються в комплекті з кузовом для захисту машини використовуючи технологію, аналогічну головному заводу.

Технологія SKD - виробничий процес, в ході якого здійснюється складання автомобілів з вузлів і агрегатів, до числа яких входять пофарбовані і зварені кузови (великовузлове складання).
MKD ( середньо-розібрана ) є більш складною, ніж SKD. Пофарбований кузов йде потоковою лінією до інших вузлів, необхідних для складання, але на відміну від системи SKD, багато з них повинні бути зібрані на місці з деталей, що постачається разом або замовляються у місцевих виробників. Тоді, наприклад, встановлюється двигун з коробкою передач, фарами, електричними джгутами, елементами салону. Кількість деталей становить приблизно 1300-1500 шт.
CKD (з англ. Сomplete knock-down - «повністю розбірний» або Дрібновузлове складання) - найскладніша система складання. Вона передбачає побудову автомобіля з нуля. У цій системі на складальну лінію направляються окремі елементи кузова, які з’єднуються за допомогою зварювання та фарбуються на місці. Також потрібно набагато більше елементів, які необхідно встановити, щоб отримати готовий автомобіль який покине завод.
Технологія CKD - виробничий процес, в ході якого в тому числі виконуються операції зі зварювання і фарбування кузовів (повномасштабне виробництво);

## SKD / MKD / CKD
Незалежно від обраної системи виробництва автомобілів, цілісність перевіряється після складання, оскільки всі машини повинні відповідати однаковим вимогам.
Терміни SKD / MKD / CKD також можуть стосуватися будь-якого товару (не лише автомобілів), який збирається із поставлених, переважно імпортних деталей.

## Передумови застосування системи SKD
У сучасній автомобільній промисловості широко застосовується система складання SKD. Іноді імпорт готових компонентів спрямований на обхід високих імпортних мит або акцизних зборів, кошти від економічного протекціонізму використовуються для захисту вітчизняної промисловості. Іноді вживані автомобілі також імпортуються таким чином (б / в, вживані машини ). Ще однією причиною використання системи SKD може бути гірша початкова підготовка персоналу нової філії заводу або невелика кількість вітчизняних постачальників, що мають відповідний сертифікат.

## Приклади застосування в Україні
20 квітня 2006 р., ЗАТ одержав дозвіл на виробництво MKD-способом (дрібновузлове виробництво) автомобілів Skoda Octavia Tour / Шкода Октавія Тур.